# Baldomero Lostau

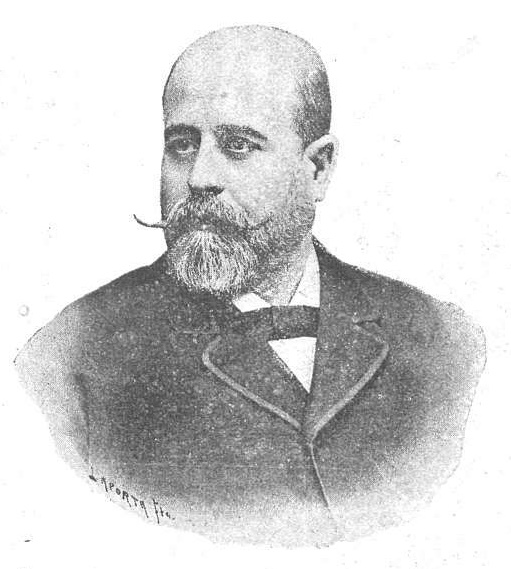
Baldomero Lostau. Fotografía de Laporta en Don Quijote, año II, n.º 28, 7 de junio de 1893.

Baldomero Lostau y Prats (Barcelona, 1846-1896), político republicano federalista, fue elegido diputado por el distrito de Gracia (Barcelona) en las elecciones al Congreso de los Diputados celebradas el 8 de marzo de 1871, y por el de Villafranca del Panadés el 5 de marzo de 1893.

## Biografía
Con nueve años comenzó a trabajar en un taller de sombrerería. Miembro del Partido Democrático, en 1866 hubo de huir de Barcelona por su participación en los frustrados intentos insurreccionales de ese año, estableciéndose temporalmente en Málaga. De vuelta en Barcelona participó en la Revolución de 1868 y en el alzamiento republicano federal del año siguiente contra el desarme de la milicia. Detenido en Prats de Llusanés, fue condenado a muerte, pena conmutada por Juan Prim por la de destierro, que pasó en París trabajando en su oficio de sombrero. Elegido diputado por el Partido Republicano Democrático Federal, antes de cumplir la edad legal de 25 años, defendió la libertad de reunión y de asociación de los miembros de la AIT frente a Sagasta, ministro de la Gobernación, y por su defensa de la clase obrera fue designado en el Congreso secretario de la comisión de información sobre el estado material y moral de la clase proletaria.
Con el fin de la legislatura, en enero de 1872, causó baja en el Congreso de los Diputados, pasando a ocupar un escaño en la Diputación Provincial de Barcelona, donde una vez proclamada la república el 11 de febrero de 1873 se convirtió en uno de los portavoces del sector de los «intransigentes». A comienzos de marzo recibió junto con Francisco Suñer poderes extraordinarios de la Diputación para proclamar el Estado catalán en caso de que aquella fuese disuelta, pero el firme apoyo de los «benévolos» al gobierno central, el anuncio de la visita a Barcelona del presidente del poder ejecutivo, Estanislao Figueras –con la mediación de Francisco Pi y Margall–, la convocatoria de elecciones y el rechazo de las restantes diputaciones provinciales ante la amenaza carlista, que se enseñoreaba del interior de Cataluña, frenaron cualquier veleidad en ese sentido. El propio Lostau se puso al frente de los batallones de Guías de la Diputación para combatir a los carlistas en Caldas de Montbui. En noviembre de 1873 se opuso a la disolución de los batallones de voluntarios y su transformación en una columna del ejército regular, por lo que fue nuevamente procesado y obligado a marchar al exilio en Francia. Adherido a la Primera Internacional, tras la Restauración mantuvo su militancia en el partido republicano federal de Pi y Margall, por el que fue elegido diputado al Congreso en 1893 en representación de Villafranca del Panadés. Defensor dentro del partido de los postulados municipalistas, en el Congreso –en el que causó baja anticipadamente el 1 de julio de 1895– criticó la que consideró actitud tibia del Gobierno ante el ataque a Melilla de las cabilas rifeñas en octubre de 1893, acusándolo de incapacidad para «vengar rápida y enérgicamente cual el carácter de aquellos salvajes requería a la par que nuestro prestigio, el ultraje inferido a nuestro honor».